# Sì, vendetta...
Sì, vendetta... è uno sceneggiato televisivo italiano del 1974, diretto da Mario Ferrero, scritto e interpretato da Franca Valeri.
Lo sceneggiato affronta il tema dei grandi cambiamenti di costume degli anni settanta. Attraverso la storia del rapporto tormentato tra una signora borghese e sua figlia hippy.

## Produzione
Franca Valeri, protagonista oltre che autrice del soggetto e della sceneggiatura, affronta i temi cruciali di quel tempo quali la libertà sessuale, l'emancipazione dei giovani e il femminismo. 

## Episodi

### Prima puntata
- Durata: 47:41

Trama
Nucci, desiderosa di dare alla figlia Barbara la vita agiata che lei non ha potuto avere, ha dedicato ogni sforzo alla sua educazione. Barbara però, desiderosa di un ambiente meno rigido e formale, si accosta al mondo hippy, contestando i valori materni.

### Seconda puntata
- Durata: 44:45

Trama
Nucci vive con la madre nella lussuosa abitazione, combattendo la noia spettegolando. Scopre però che il marito potrebbe avere un'amante e, con la madre, inventa un piano per incastrarlo e vendicarsi.

### Terza puntata
- Durata: 47:46

Trama
Nucci, in ansia per la salute della figlia, si incontra con l'ex marito per discuterne. Ma, per niente rassicurata, cerca informazioni sulla figlia rivolgendosi ad una maga. Dopo aver incontrato la famiglia di un ex della figlia, Nucci incontra un giovane conte che la invita a cena.

### Quarta puntata
- Durata 54:19

Trama
Il giovane conte della puntata precedente propone a Nucci di fingersi la sua fidanzata, allo scopo di ottenere del denaro da una ricca zia. Nucci accetta e l'uomo finisce per innamorarsene. Nel frattempo, Barbara ha stabilito di sposarsi con Diego, il suo fidanzato. I due, stufi di regole e convenzioni, evitano la pomposa cerimonia preferendo sposarsi di nascosto.

## Trasmissione e distribuzione
Lo sceneggiato è stato trasmesso di giovedì, in quattro puntate, il 1°, l'8, il 15 e il 22 agosto del 1974.
Lo sceneggiato è stato distribuito in DVD da Rai Trade-Fabbri Editori nella collana I Grandi Sceneggiati della Rai.